# Amphinotus abbreviatus
Amphinotus abbreviatus är en insektsart som först beskrevs av Bolívar, I. 1887.  Amphinotus abbreviatus ingår i släktet Amphinotus och familjen torngräshoppor. Inga underarter finns listade i Catalogue of Life.